# Cellarium

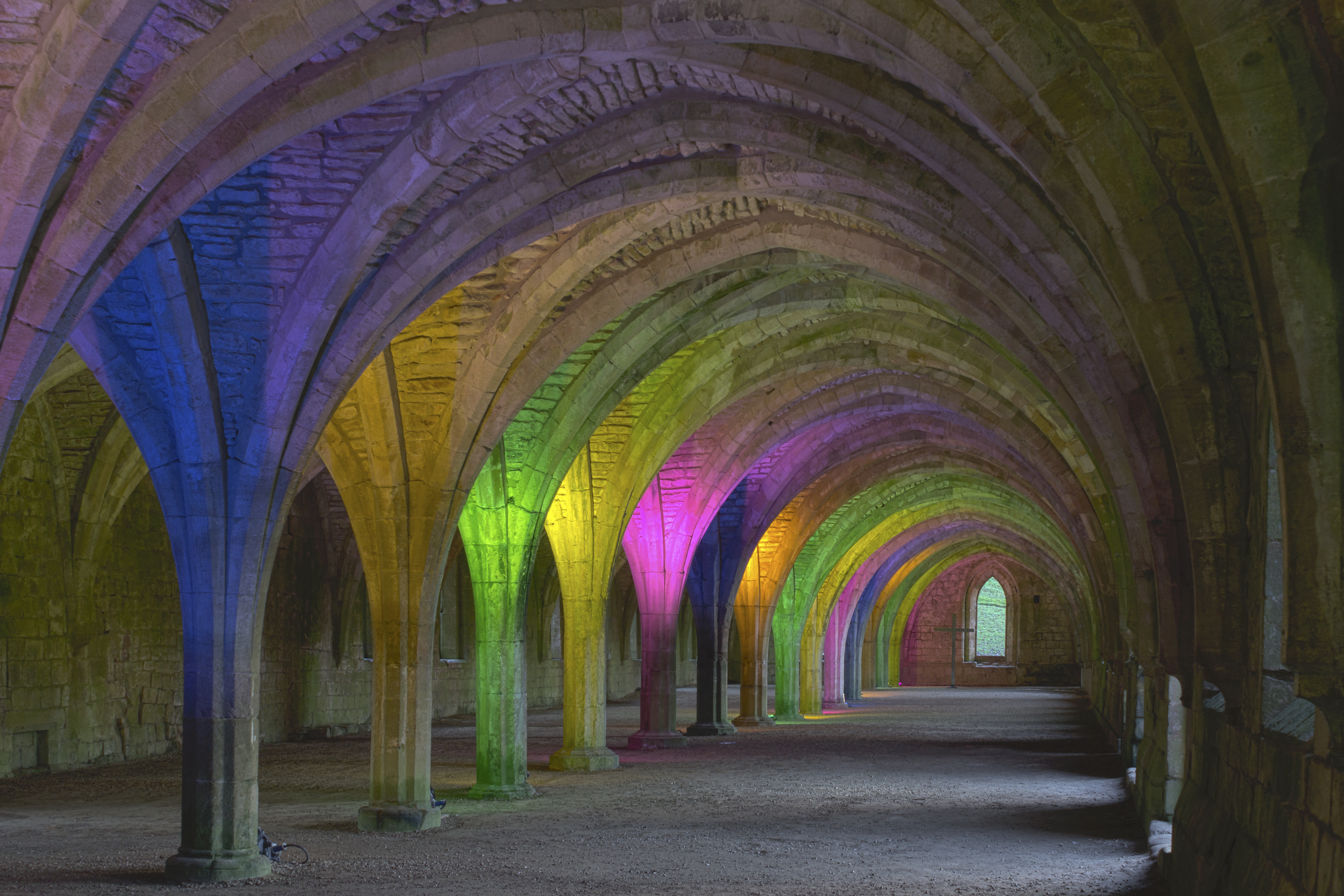
Il cellarium dell'Abbazia di Fountains, Inghilterra

Un cellarium (dal latino cella), era uno spazio adibito a magazzino, usuale nei monasteri e nei castelli medievali. Nei monasteri inglesi era generalmente posto in o sotto gli edifici, sul lato occidentale del chiostro.
Le riserve di cibo, birra e vini vi erano immagazzinate sotto la supervisione di un "cellario", uno dei monaci subordinati del monastero. Egli era spesso assistito da un "subcellario".